# Nagymogyorós (Balkány)

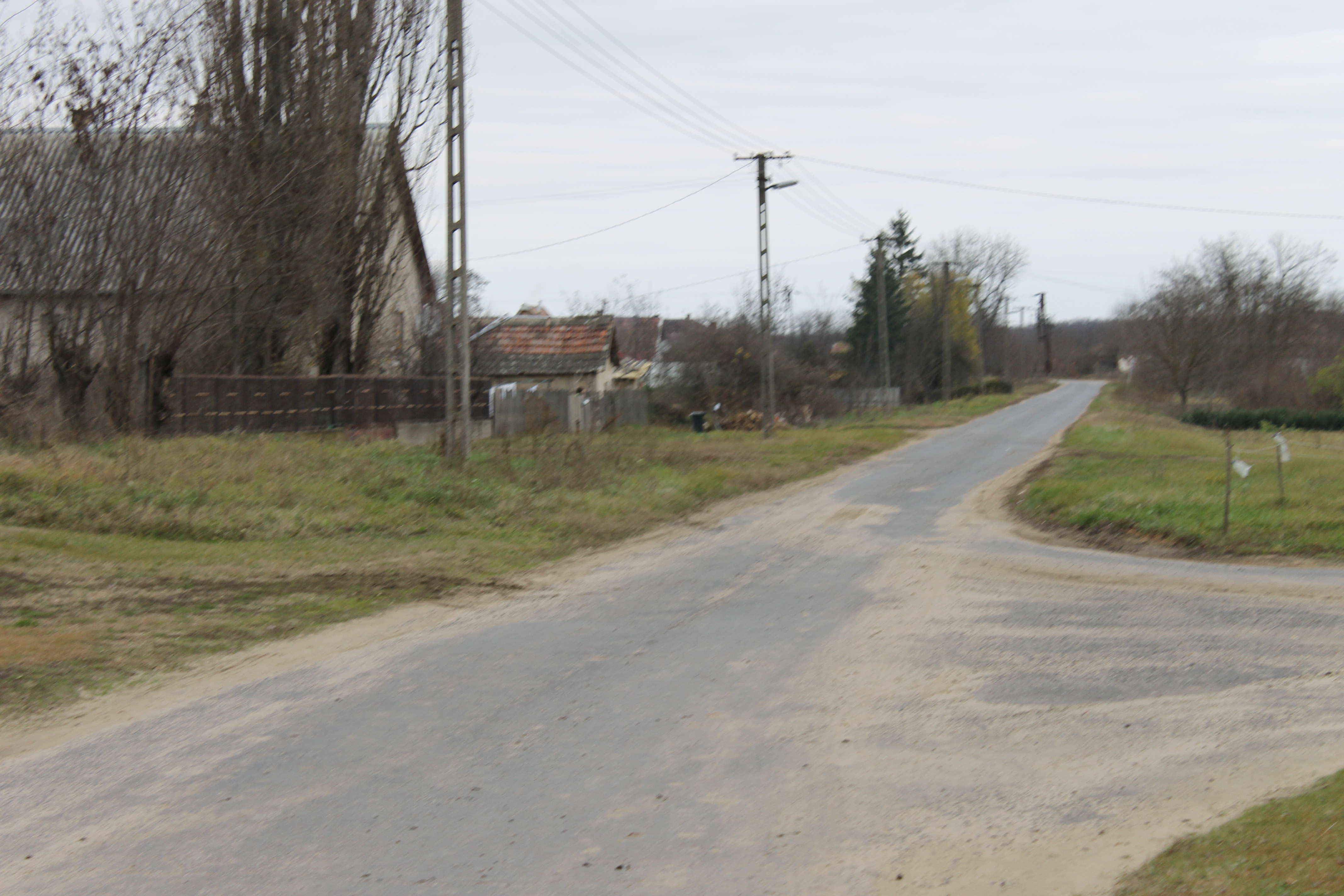
Nagymogyorós

Nagymogyorós a Szabolcs-Szatmár-Bereg vármegyei Nagykállói járásban fekvő Balkány egyik különálló városrésze. A közigazgatási határ déli széle közelében helyezkedik el, így az egyik legdélebbi fekvésű balkányi településrész.

## Fekvése
Balkány központjától 11,5, Trombitástól 2, Tormáspusztától 3 kilométerre található; a járási székhelytől, Nagykállótól  26 kilométer választja el.

### Megközelítése
Csak közúton érhető el: Balkány központjától Déssytanyáig dél felé a 49 132-es, majd onnan délkelet felé a 49 143-as számú mellékúton

## Látnivalók
- Az egykori iskola épülete.
- A baszoráti "hegy".

## Galéria

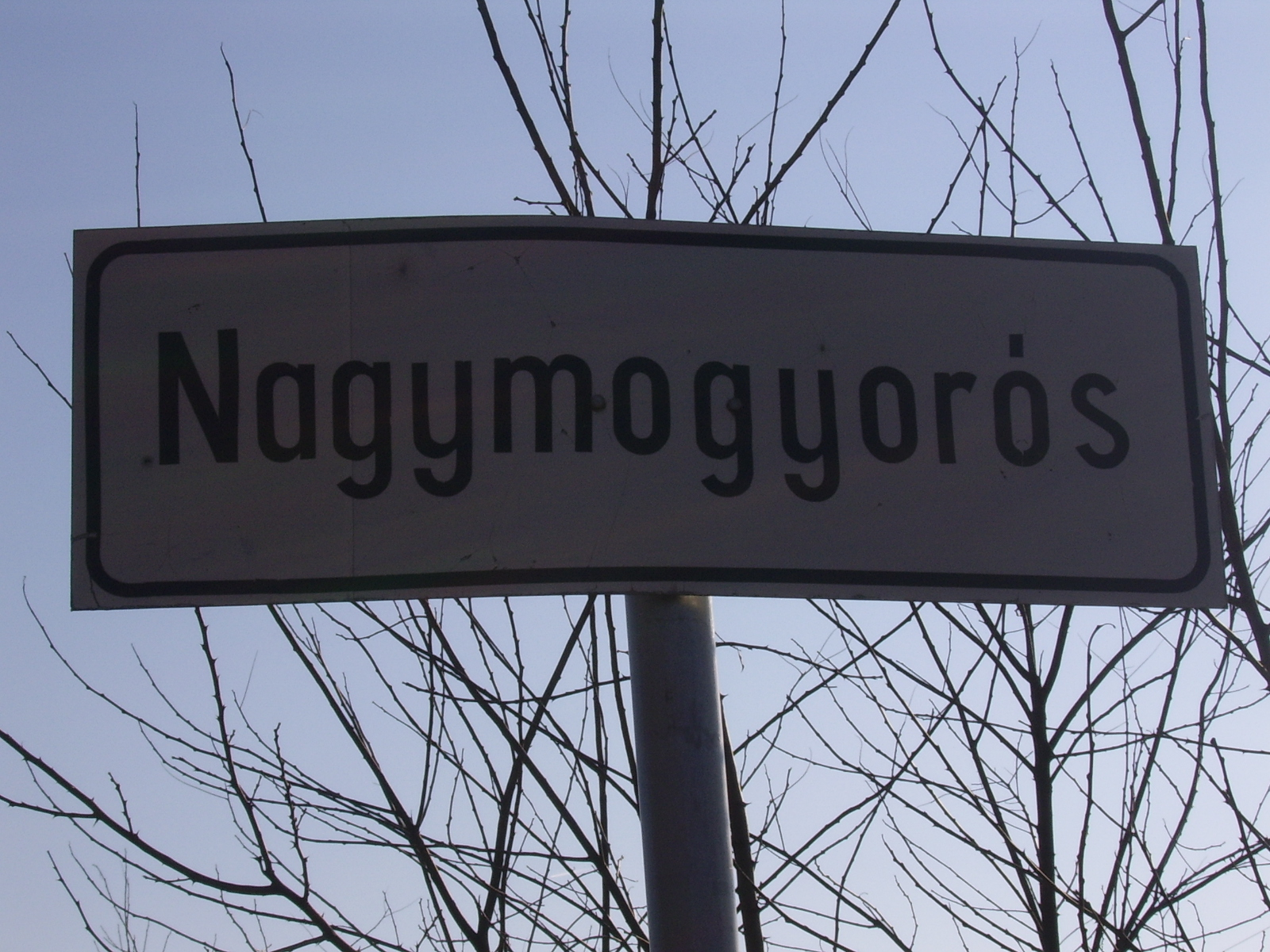
Nagymogyorós
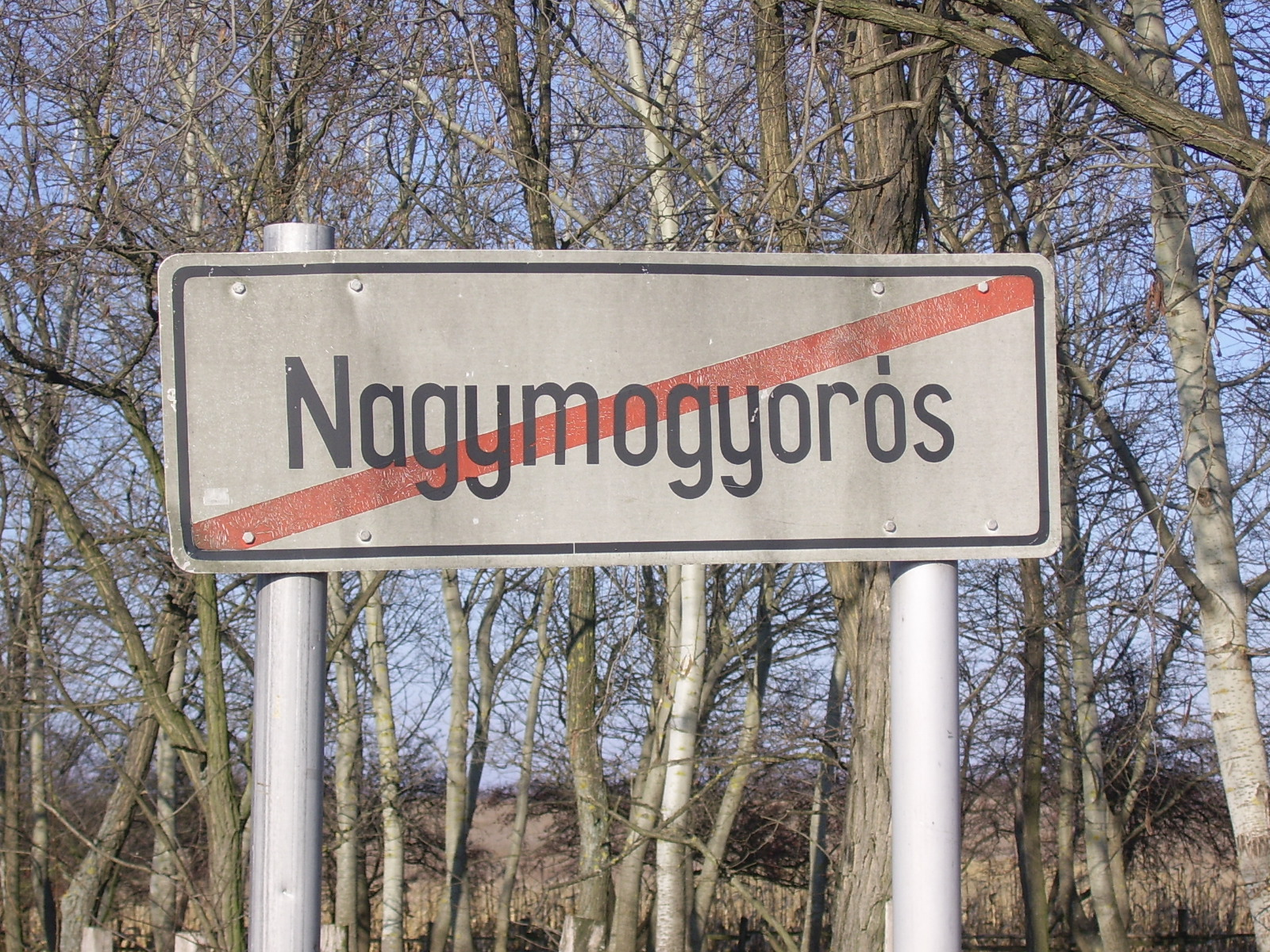
Nagymogyorós vége
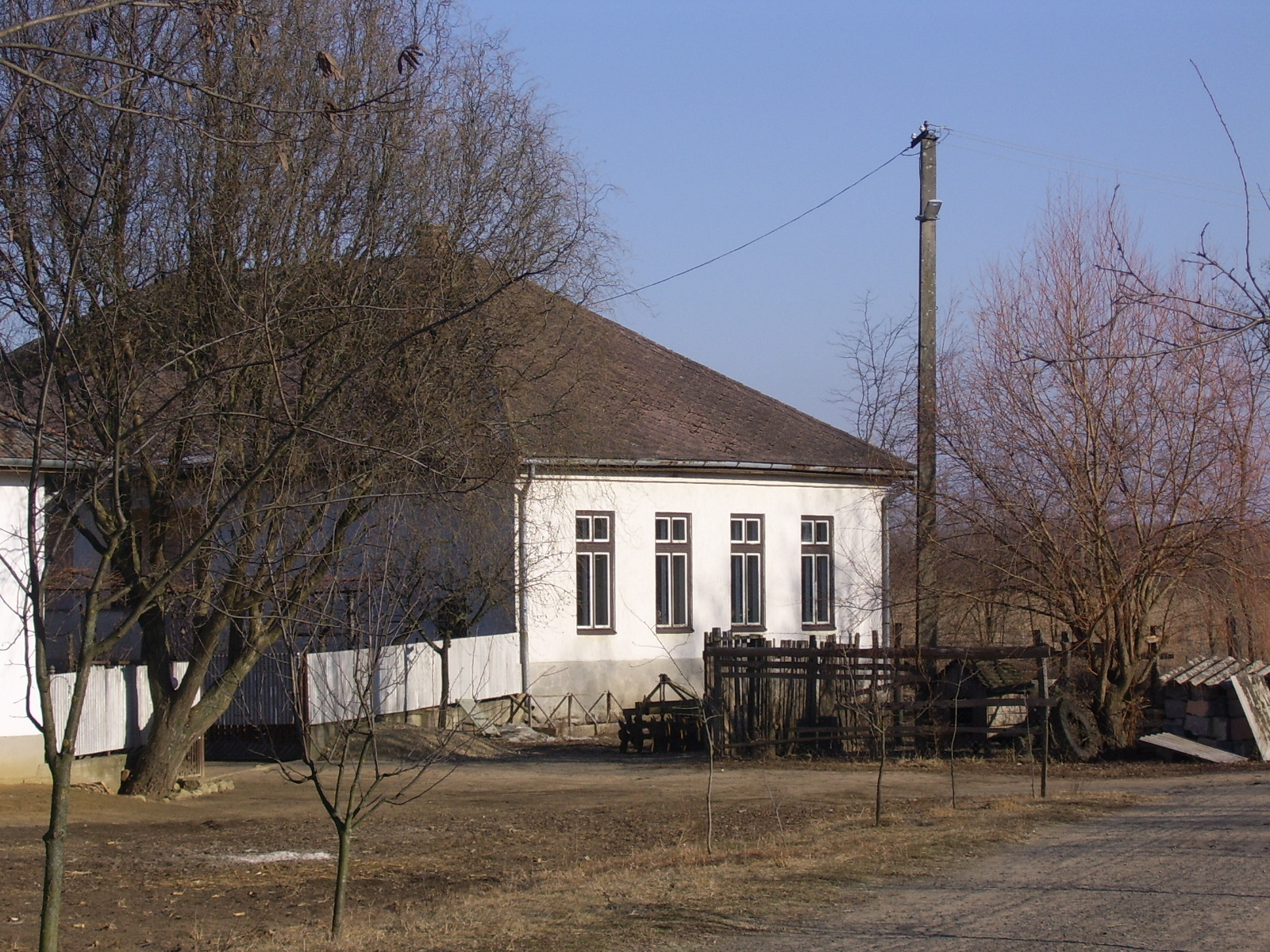
Az egykori iskola épülete